# Фернандо VI
Фернандо VI (ісп. Fernando VI de España; 23 вересня 1713 — 10 серпня 1759) — король Іспанії у 1746—1759 роках з династії Бурбонів. Зайняв іспанський трон після смерті свого батька Філіпа V.

## Молоді роки
Мати Фердинанда — Марія Луїза Савойська — померла через декілька місяців після його народження. Фердинанд ріс під наглядом своєї мачухи Ізабелли Фарнезе. Як молодший син, він спочатку мав титул інфанта Кастильського. Після смерті свого брата Луїса I 25 листопада 1725 року 11-річний Фердинанд був проголошений кортесами принцом Астурійським, тобто спадкоємцем престолу.

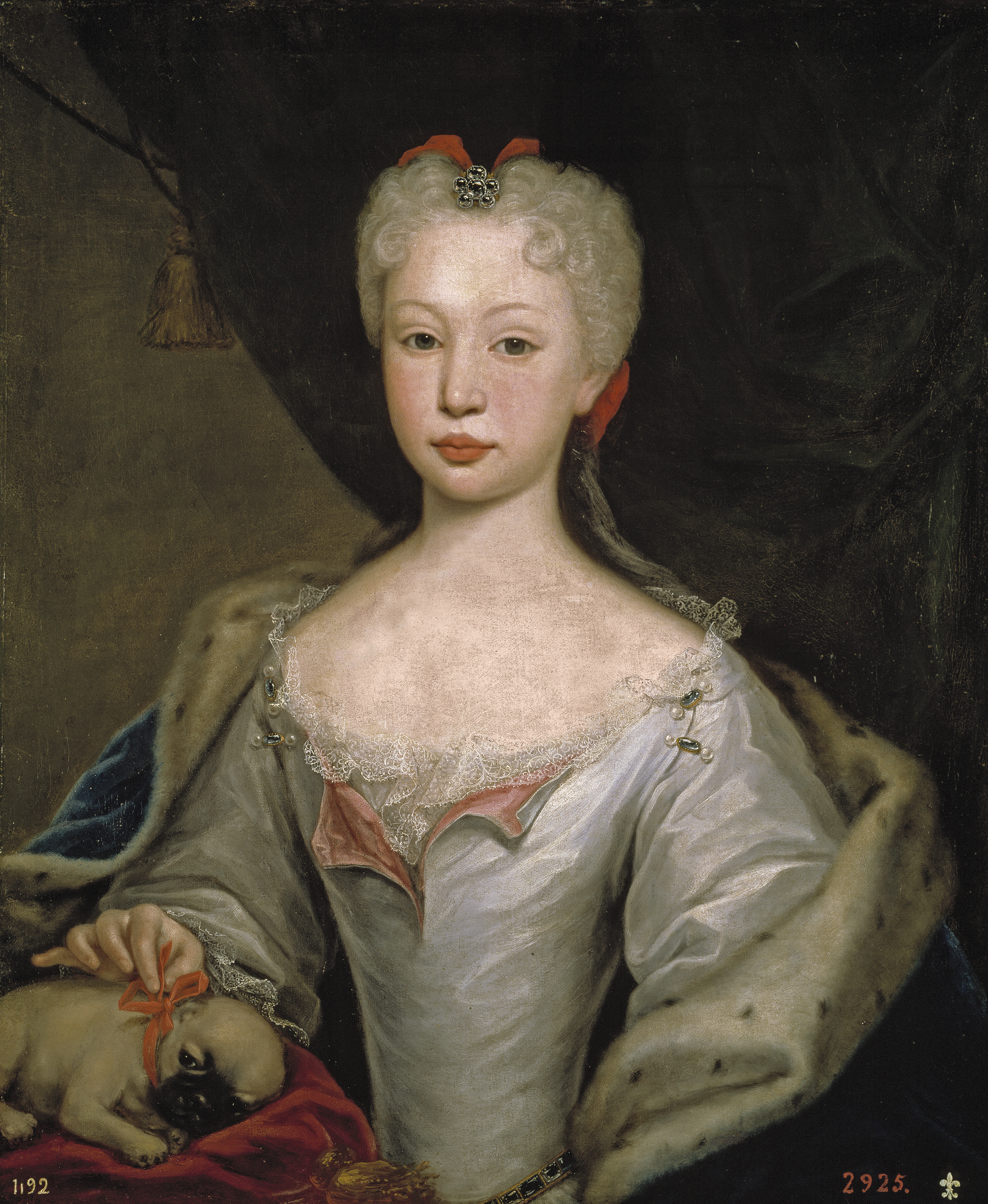
Марія Барбара Браганса

11 січня 1728 року він одружився з донькою португальського короля Марією Барбарою Браганса. Весілля відбулося на мосту через ріку Кая на кордоні між Іспанією та Португалією, поблизу міста Елваш.
Мачуха Фердинанда Ізабелла Фарнезе робила все, щоб при житті Філіпа V не допускати Фердинанда до державних справ. 1733 року Фердинаду заборонили залишати королівський палац Буен-Ретіро у Мадриді.
Коли у 1746 році Філіп V раптово помер, то Фердинанд не мав ані політичної підготовки, ані досвіду.

## Уряди Фердинанда VI
Спочатку першим міністром у справах королівської сім'ї та зовнішньої політики, міністром юстиції було призначено маркіза Вілларіаса, який був прихильником Ізабелли Фарнезе. Але незабаром почалося протистояння між королем та Вілларіас. Перш за все у напрямках зовнішньої та внутрішньої політики. Якщо міністр був налаштований продовжувати політику Філіпа V зближення із Францією та продовження агресивної зовнішньої політики, то Фердинанд VI бачив розвиток Іспанії у союзі із Англією та Португалією, проведенні внутрішніх реформ, мирну політику. Вже у грудні 1746 року маркіза Вілларіаса звільни. призначивши Хосе де Карвахаля-і-Ланкастера.
Внаслідок інтриг Ізабелли Фарнезе, ставлення до неї змінилося — її вислали з Мадрида (1747 рік).
Становище Іспанії перед реформами Фердинанда:
- швидкий розвиток Каталонії та Астурії;
- економічний підйом у Мексиці;
- початок суттєвого розвитку Венесуели, регіону Ла-Плати, узбережжя Чилі та Перу;
- разом з тим дедалі більше позначався соціальний розкол в американських колоніях.

Метою реформ було проведення економічної та суспільної модернізації у рамках просвітницького абсолютизму. При цьому уряд Іспанії намагався вирішувати регіонально-політичні завдання.
Реформи:
- в 1753 податкові відкупники були замінені державними службовцями, що призвело до підвищення державних доходів на 50 відсотків;
- планувалося замінити численні окремі податки в Кастилії на єдиний збір, яким би обкладалися доходи та майно (unica contribucion). Для цього у 1757 році зібрані широкі статистичні дані щодо ситуації з доходами та майном у Кастилії (так званий кадастр Енсенади — за ім'ям міністра фінансів). Але протистояння знаті та духівництва цьому призвело до відставки Енсенади та відмови від його планів.
- у 1749 році вводять посади інтендантів провінцій та армії, вони повинні були координувати на рівні провінцій діяльність цивільної, судової, фінансової та військової адміністрацій. Завдяки цим заходам профінансували відновлення іспанського флоту.
- почалося будівництво корабелень, зокрема у Галісії. Чисельність флоту доведено до 76 кораблів, чого ще не бувало за часів Бурбонів в Іспанії;
- було покращено обороноздатність Іспанії шляхом оновлення старих та будівництвом нових фортець, зокрема форту Фігерас у Каталонії;
- відбулася модернізація виробництва зброї та боєприпасів, реорганізовано армію та створено систему провінційної міліції.

Загалом часи Фердинанда VI — це період відцентрової економічної політики, оскільки кошти направлялися також у економічно слабкі регіони.
Наслідком фінансової політики було те, що державний борг країни зменшився, а доходи вперше перевищили витрати.
У церковній політиці після довгих перемовин у 1753 році вдалось укласти конкордат з Папою римським. Це посилило позиції іспанської корони. Водночас Фердинанду VI не вдалося домогтися повного патронажного права над церквою на всьому півострові.
Крім цього, Фердинанд VI відрізнявся меценатством. Підтримувалося виконання італійських опер. У королівській резиденції відбувалися музичні фестивалі. 1752 року у Мадриді засновано Академію мистецтв Сан-Фернандо, де викладали образотворче мистецтво та архітектуру.
У квітні 1754 року раптово помер перший міністр Карвахаль На його місце було призначено іспанського посла в Англії Рікардо Волла, який своїми діями паралізував іспанську політику.

## Зовнішня політика
Головними завданнями у зовнішній політиці уряд Фердинанда ставив:
- вихід з війни за Австрійський спадок, що розпочалася ще при Філіпі V;
- розв'язання тривалих конфліктів з Австрією — в Італії, Португалією, Англією — в Америці.

Примирення з Австрією пройшло у три етапи. Спочатку міністр Карвахаль при укладанні Аахенського миру, що завершив війну за Австрійський спадок, домігся для зведеного брата Фердинанда VI — Філіпа — затвердження у праві на герцогство Пармське. 14 червня 1752 року в Аранхуенсе (королівська резиденція Іспанії) укладено договір між Австрією, Сардинією, Пармою та Іспанією. Договір закріплював ситуацію в Італії на момент підписання Ааженського миру.
З Португалією замирення почалося у січні 1750 року. Укладено договір, який врегулював прикордонні суперечності в колоніях обох країн. Іспанія визначала португальською територію в Мато-Гроссо у Амазонії (Бразилія). Португалія віддала Іспанії землі у гирлі Ла-Плати — Колонію-до-Сакраменто (сучасний Уругвай) та відмовилася від Філіппін.
У жовтні 1750 року досягнуто угоди з Англією про припинення договору асьєнто, який гарантував англійцям монопольну торгівлю рабами з американськими колоніями Іспанії.
З початком Семирічної війни (1756—1763) Англія та Франція намагалися втягнути Іспанію у протиборство на своєму боці. Але Фердинанд VI зберіг нейтралітет.
Досягнення Фердинанда в тому, що він зберіг країну від затратних та небезпечних воєн.

## Родина
Дружина — Марія Барбара Браганса (1711—1758), донька Жуана V, короля Португалії.
Діти: не було